# 美國重建時期
美國重建時期（英語：Reconstruction Era）在美國歷史上指1865年－1877年，當南方邦聯與奴隸制度一併被摧毀時，試圖解決南北戰爭遺留問題的時期。「重建」提出了南方分離各州如何重返聯邦，南方邦聯領導人的公民地位，以及黑人自由民（Freedman）的法律地位等課題的解決方式。這些問題應如何處理引起了暴烈的爭論。
到了1870年代晚期，重建未能將黑人平等整合於法律、政治、經濟、社會體系之中。「重建時期」也是1865－1877年間整個美國歷史的通稱。重建可分為三個階段。總統重建期（1863年－1866年），是由亞伯拉罕·林肯和安德魯·詹森兩位總統主導，以迅速團結國家為目標。可說開始於解放宣言。他們的溫和方案受到的美國共和黨激進派（Radical Republican）抵制，此共和黨派系在1866年大選後贏得權力並開啟國會重建期（1866年－1873年），他們以自由黑人的公民權利和投票權為重點進行改革，一個由自由黑人、提包客（carpetbaggers）和南方共和黨白人（Scalawag）組成的共和黨同盟掌握了南方大部分的州。然而從救贖期（1873年－1877年）起，南方民主黨白人（自稱救贖者）擊敗了共和黨並控制了南方的每一個州直至1960年代，标志着重建時期的結束。
激進共和黨人查爾斯·索姆奈主張，南方分離雖摧毀了州地位，但憲法對於個人及疆域的權威和保護仍然有效。撒迪厄斯·史蒂文斯和他的追隨者則認為，分離讓州的地位如同新佔領的領土。
國會否決詹森總統的論點，認為戰爭既已結束，他就不能再以戰時權力主導國家施政方針。國會認為最終決定權操之於自己，因為憲法明令國會必須確保為各州實行共和政體。這一問題隨後發展成如何在南方各州實行共和主義。

## 南方回歸聯邦的問題
共和黨領導人一致同意奴隸制和奴隸主勢力（Slave Power）必須永遠消滅，一切形式的邦聯民族主義也必須予以鎮壓。溫和派認為只要邦聯軍投降，南方各州同意重返聯邦並承認美國憲法第十三修正案，這個目標即可輕易實現 ─ 這些條件已全在1865年9月達成。

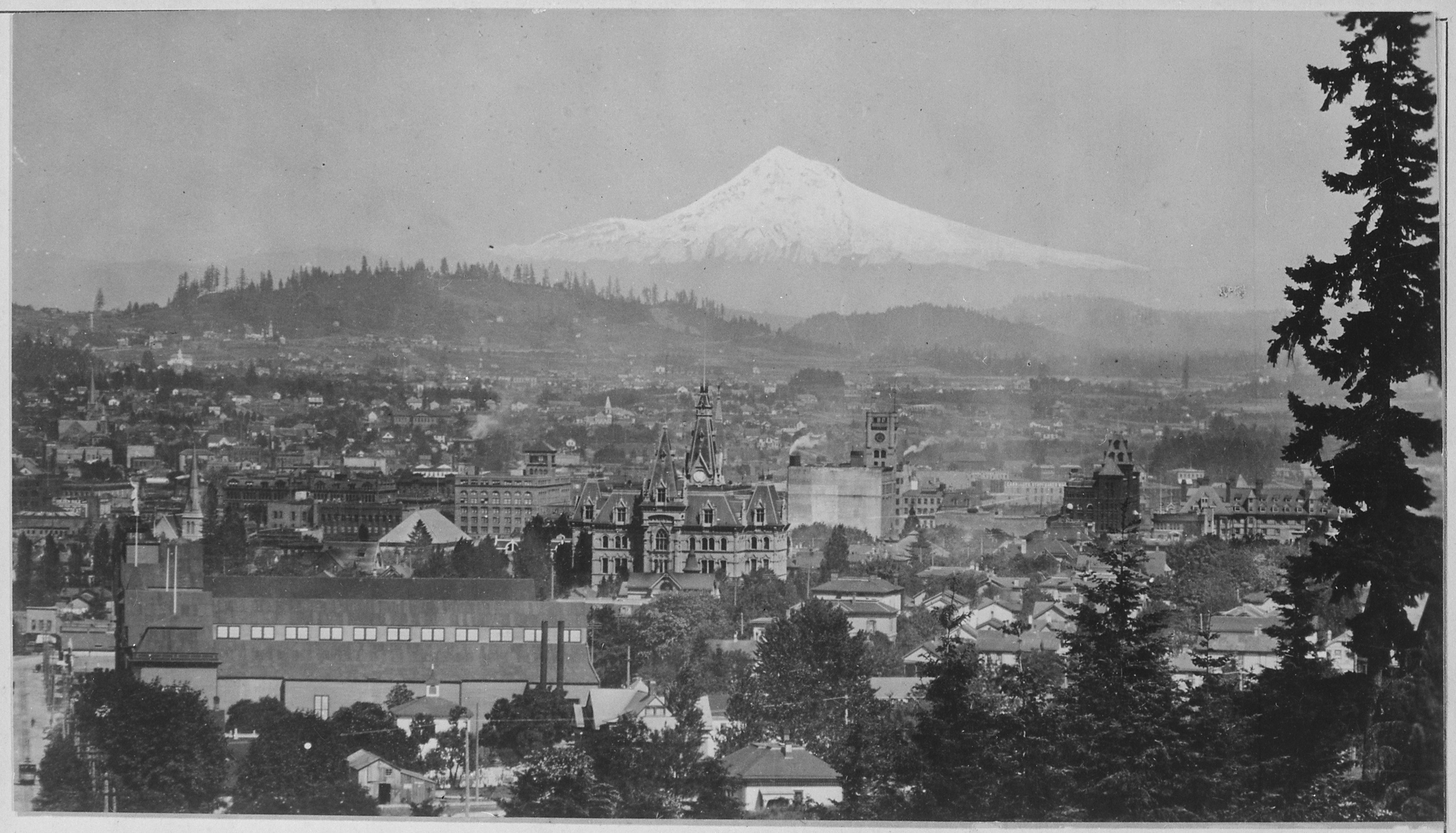
1890年的俄勒冈州

亞伯拉罕·林肯總統是溫和派共和黨人的領袖，他致力於加速重建，並且儘可能以最不痛苦的方式，在最短時間內團結國家。林肯在1863年底提出了百分之十計畫（Ten percent Plan）正式展開了重建時期，該計畫隨即在數州之內生效，但受到激進共和黨人反對。林肯則否決了激進派於1864年提出的，較百分之十計劃更為嚴苛的韋德─戴維斯法案（Wade-Davis Bill）。反對林肯的激進共和黨人對於南方各州的意向充滿疑慮，並且要求聯邦政府採取更嚴厲的行動。激進共和黨的領導者是眾議員泰迪爾斯·史蒂文斯和參議員查爾斯·桑諾。在林肯遇刺身亡之後，繼任總統安德魯·詹森由激進派陣營轉向溫和派。但到了1866年，變成無黨無派的詹森卻又與溫和派共和黨人劃清界線，並且與反對平等權利、反對美國憲法第十四修正案的民主黨人同聲出氣。激進共和黨人猛烈攻擊詹森的政策，特別是他否決保障自由黑人公民權的1866年民權法案（Civil Rights Act of 1866）一事。
1866年美國眾議院選舉（United States House elections），決定性地改變了政壇的力量平衡，使共和黨激進派取得國會控制，和獲得足夠的票數推翻詹森的否決甚至彈劾總統。詹森以一票之差倖免，但他從此在重建政策上無能為力。激進派動用陸軍接管南方並給予黑人投票權，同時剝奪了大約10,000到15,000名邦聯官員或高階官員的投票權。共和黨激進派對南方各州的控制時間長短不一，自由黑人、南方共和黨白人和提包客三者組成了共和黨同盟，並經由興辦鐵路和公立學校實施近代化。對立的保守派民主黨同盟則指控他們貪污腐敗，並且自1870年起以「救贖者」自居。三K黨主導的暴力行為常在聯邦政府介入下遏阻。
然而，到了1877年，救贖者重新控制了每一個州，剩下三個州的共和黨政府，也在新任總統拉瑟福德·伯查德·海斯下令撤出聯邦軍隊之後瓦解。憲法第十三、十四、十五修正案是激進時期唯一的憲政遺產，來自激烈的黨派鬥爭的怨恨一直延續到二十世紀中葉。

### 忠誠問題
忠誠問題在1864年韋德─戴維斯法案所引起的論戰中出現。韋德─戴維斯法案要求選民宣發絕對忠誠誓詞，聲明自己過去從未支持過邦聯或曾為邦聯服役。林肯則對選民的過去不予追究，只要求他們宣誓在未來擁護聯邦政府。激進共和黨人在林肯行使口袋否決之後聲勢一挫，但1865年4月林肯遇刺之後的復仇聲浪又使他們得以重整旗鼓。

### 投票權問題
前南方邦聯成員的投票權是兩個重要考量之一。首先，雙方都極力否定對方的投票權。問題在於，是要將投票權給與一部分的前邦聯成員，還是開放給所有前邦聯成員。溫和派實際上希望給予所有邦聯成員選舉權，不過激進派一再試圖引進「絕對忠誠誓詞」，而這個條件將導致前邦聯成員將無一有權投票。來自賓州的眾議員泰迪爾斯·史蒂文斯提議，前邦聯成員一律五年之內不得投票，但未獲通過。隨後達成的妥協則剝奪了許多前邦聯內政和軍事領導人的公民權。究竟有多少人暫時失去選舉權無人知曉，但有一種說法評估在10,000人到15,000人之間。
第二個則是應不應該讓自由黑人投票的考量，問題在於是否該接納四百萬前奴隸為公民，若要將他們全數視為公民，那必須從投票中找出某種代表方式。若解放的黑人不能投票，南方在國會可從這四百萬「新」公民得到更多席次計算，但只由白人代表他們。保守派（包括大部份南方白人、北方民主黨人和部份北方共和黨人），反對讓黑人投票。北方各州曾針對此一議題舉行公民投票，結果是拒絕給予自己境內的少數黑人投票權，但這是題外話。
林肯和詹森對此採用中間方案，同意讓一部分黑人投票，特別是退伍軍人，因相信服役可使他們變為真正公民。林肯提議將投票權給予那些「很有才智的人，特別是那些在我軍中英勇作戰的人」。詹森則在1864年表示：「他們之中較好的階級會去工作養活自己，而這個階級當然應當有權投票，基於一個忠誠的黑人比一個不忠的白人更有價值。」1865年繼任總統之後，詹森寫信給他所任命的密西西比州長，並提出以下建議：「倘若你能將選舉權擴大到那些能讀憲法的英文，會寫自己名字的有色人種，以及每一個擁有價值超過250美元地產，並能為之繳稅的有色人種身上，你就能完全解除敵人（共和黨激進派）的武裝，並且為其他各州建立楷模。」
麻州參議員查爾斯·桑諾和史蒂文斯兩位共和黨激進派的領導人，最初對於將選舉權擴及於絕大多數不識字的前奴隸人口有所保留，桑諾原傾向將識字要求同時加諸在黑人和白人身上，不過他後來了解他永遠不可能成功通過剝奪不識字白人投票權的法案。因為南方貧窮白人的公民教育落後，許多貧窮白人同樣不識字。例如在1880年，白人不識字率在田納西、肯塔基、阿拉巴馬、南卡羅萊納和喬治亞大約25%，北卡羅萊納高達33%，與之相比全國不識字率約9%而南方黑人約70%。
桑諾很快得到結論「除了給與投票權沒有其他方式能顯著保護黑人」。這是必須的，他說:「（1）為了保護他們自己、（2）為了保護聯邦白人、（3）為了國家的和平。因為必須所以我們將毛瑟槍交到他們手上。也因為同樣理由我們必須給與他們投票權。」
共和黨人相信使人獲得政治經驗的最好方式是讓他能投票和參與政治體系。他們通過了容許所有自由黑人男性投票的法案。在1867年，黑人進行了首次投票。重建期間，超過1,500名黑人在南方當選為官員（List of African American officeholders during Reconstruction）。他們的當選比例並未符合人口比例，經常選出白人代表他們。（婦女投票權也曾被討論但被駁回。）
戰爭剛結束，自由黑人獲得投票權之前即重新掌權的南方白人領袖，儘管取消了奴隸制，但仍堅持白人優越主義及種族隔離。他們在1867年被聯邦軍隊趕下台，代之以黑人、南方共和黨人和提包客選出的共和黨立法者，他們對此憤恨不平，但也有一些南方領袖試圖適應新環境。

## 詹森總統的重建（1865－1866年）
北方人對於林肯遇刺的憤怒，以及戰爭期間巨大的人力損失，導致了對嚴苛政策的訴求。副總統安德魯·詹森曾是強硬派，甚至揚言要吊死叛亂的邦聯人士，但在繼任林肯為總統之後，詹森採取了更為溫和的措施，赦免了大多數的邦聯領袖和前邦聯人士，讓他們得以維持對南方各州政府、南方土地和黑人的控制。邦聯總統傑佛遜·戴維斯入獄兩年，但其他邦聯領導人則未受追究；叛國罪審判也從未進行。只有喬治亞州安德森維爾集中營的指揮官亨利·沃茲上尉（Henry Wirz）因戰爭罪被處死。

### 黑人法令與反非裔白人恐慌

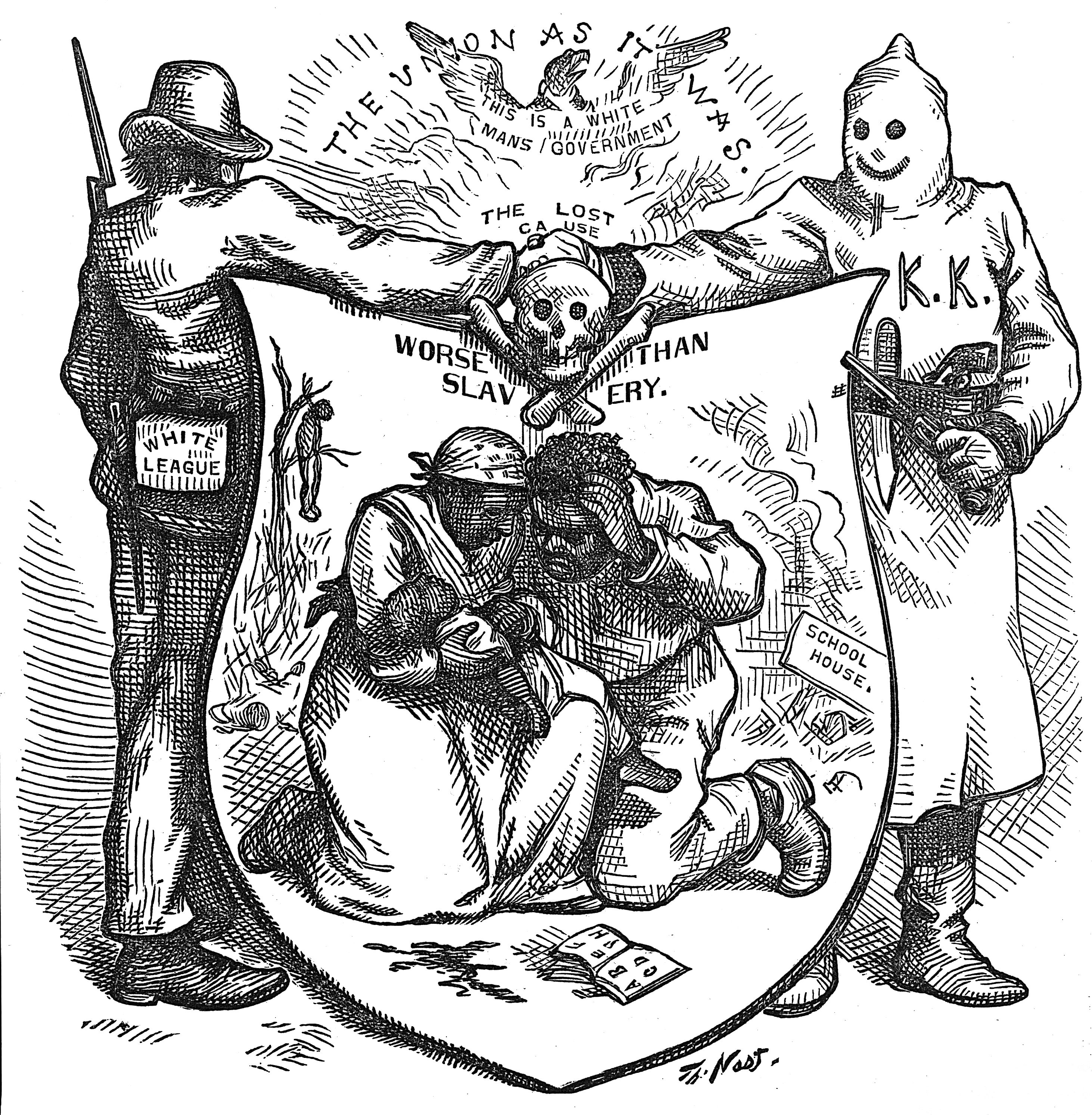
哈潑雜誌上的一幅政治漫畫宣稱，三K黨和白人聯盟對抗重建。

南方各州政府隨即頒布限制性的黑人法令，這些法令給予自由人的權利比內戰前的自由黑人更多，但他們仍然只有幾項受到限制的二等公民權，並且沒有投票權。南方農場主人害怕黑人大規模的流浪會導致不可或缺的勞動力因而喪失。許多南方白人則害怕和黑人平起平坐。密西西比和南卡羅萊納兩州的黑人法令最為詳密。在所有條文之中，他們對黑人決定自身受雇權利的限制尤其嚴格。例如：被控流浪罪而又付不出罰款的黑人，會被一位雇主雇用，而這位雇主通常是他的舊主人。
北方官員對於南方狀況的調查結論不一。一份特別嚴厲的評估，來自於卡爾·舒茲（Carl Schurz）對於墨西哥灣沿岸各州情勢的報告。他的報告（線上版見 ）記載了數十件非法殺人案例，並宣稱還有數百，甚至數千名非裔美人遭到殺害：

對黑人所犯下的謀殺和人身侵犯事件數量驚人；我們對於南方這些沒有被嚴密駐防，也沒有正式報告發自當地的地區，只能透過發生在我方軍事當局監管下的種種事件，拼湊出概略的估計。至於我個人的經驗，我只想說，在我停留於亞特蘭大的兩天之內，有一名黑人當街被刺殺而亡，還有三人被下毒，其中一人死亡。我在蒙哥馬利的時候，一名黑人的喉嚨被割開，顯然是要致他於死，另一人遭到槍擊，但都逃過一死。附在報告之後的幾份文件，敘述了在特定時間內，發生於特定地區的死刑案件數量。令人悲哀的事實是，幹下這些事的並不只有那些堪稱暴民的人。

這份報告包含了士兵及自由人局官員的宣誓證詞。阿拉巴馬州塞爾瑪的休士頓少校（J.P. Houston）寫道，那些在他轄區之內殺害十二名非裔美國人的白人從未受到審判。還有許多殺人案件甚至從未留下官方紀錄。波隆上尉（Poillon）敘述，在阿拉巴馬州西南部，白人斥候「登上幾艘船隻；船離港之後，他們把船上能找到的受害者全都吊死、槍殺或淹死，路上遇到的或同樣沿河航行的，也毫無差別地遭到殺害。恐慌不安的自由人不知該怎麼辦─離開必死無疑，留下來也只能承受殘暴的工頭施加在他們身上，並且不斷加重的重擔；工頭們唯一的興趣，只是以一切非人道的巧思所設計出來的各種手段壓榨他們的勞力。因此，鞭笞和謀殺被用來脅迫這些只因為害怕慘死而留下的人，而斥候和偽裝成北方人的黑人走狗和密探，則持續看管著這些不幸的人」。
問題的關鍵在於，前邦聯人士是否願意以結束奴隸制、終結邦聯民族主義的方式，接受戰爭的結果？黑人法令進一步激怒了北方的輿論，但由於自由人局為黑人提供法律保障，這些法令的效力其實有限。它們最後被1866年民權法案廢止。

### 溫和派的回應
為了回應黑人法令，以及南方仍在頑抗的種種令人憂心的跡象，共和黨激進派在1865年秋天阻止國會重新接納原叛亂各州。國會同時加強了自由人局的職權，但詹森在1866年2月否決了自由人局法案。共和黨溫和派的領導者，伊利諾州參議員萊曼·杜倫巴爾（Lyman Trumbull）起而對抗黑人法令；他起草了民權法案的第一條，因為「法律倘若是為了從非洲人身上剝奪他們與生俱來的，身為自由人所不可或缺的基本權利而頒布實施的......」，那麼奴隸制的廢除就只是空話；「不准黑人從一郡前往另一郡，也不准他擁有財產、任教、傳道的法律，無疑是違反自由人權利的法律......本法案的制訂目的即在於摧毀這一切歧視。」
法案的關鍵則在於首章：

「出生於合眾國的所有人……特此宣告為合眾國公民；一切種族、膚色之公民，無論以往是否曾為奴隸……在各州皆應享有同等權利……簽訂或履行契約；提出訴訟、作為關係人及提供證詞；繼承、購買、租賃、出售、轉讓不動產及個人財產；並與白人公民一體享有法律及訴訟程序對財產與個人安全的完全保障，且應從屬於相稱之刑罰、懲戒與罪刑，而非任何相悖之法律、成文法、條例、規章或習俗之約束。」

國會迅速通過人權法案：參議院在2月12日以33票贊成，12票反對通過，眾議院則在3月13日以111票贊成，38票反對通過。

### 詹森否決法案，國會彈劾
儘管國會的溫和派共和黨議員強烈要求詹森簽署人權法案，詹森卻在3月27日以否決法案的方式和他們劃清界線。他的否決通知書表述的反對理由，是這項法案在三十六州還有十一州無代表參與審議之時，即賦予自由人公民權，並試圖透過聯邦法律「在聯邦的每一州將黑白種族的理想平等」確立下來。詹森表示，這是聯邦權力對各州權利的侵害，在憲法上毫無理據，且與一切先例相悖。這是「向中央集權，以及國家政府一切立法權力集中跨出的一大步」。

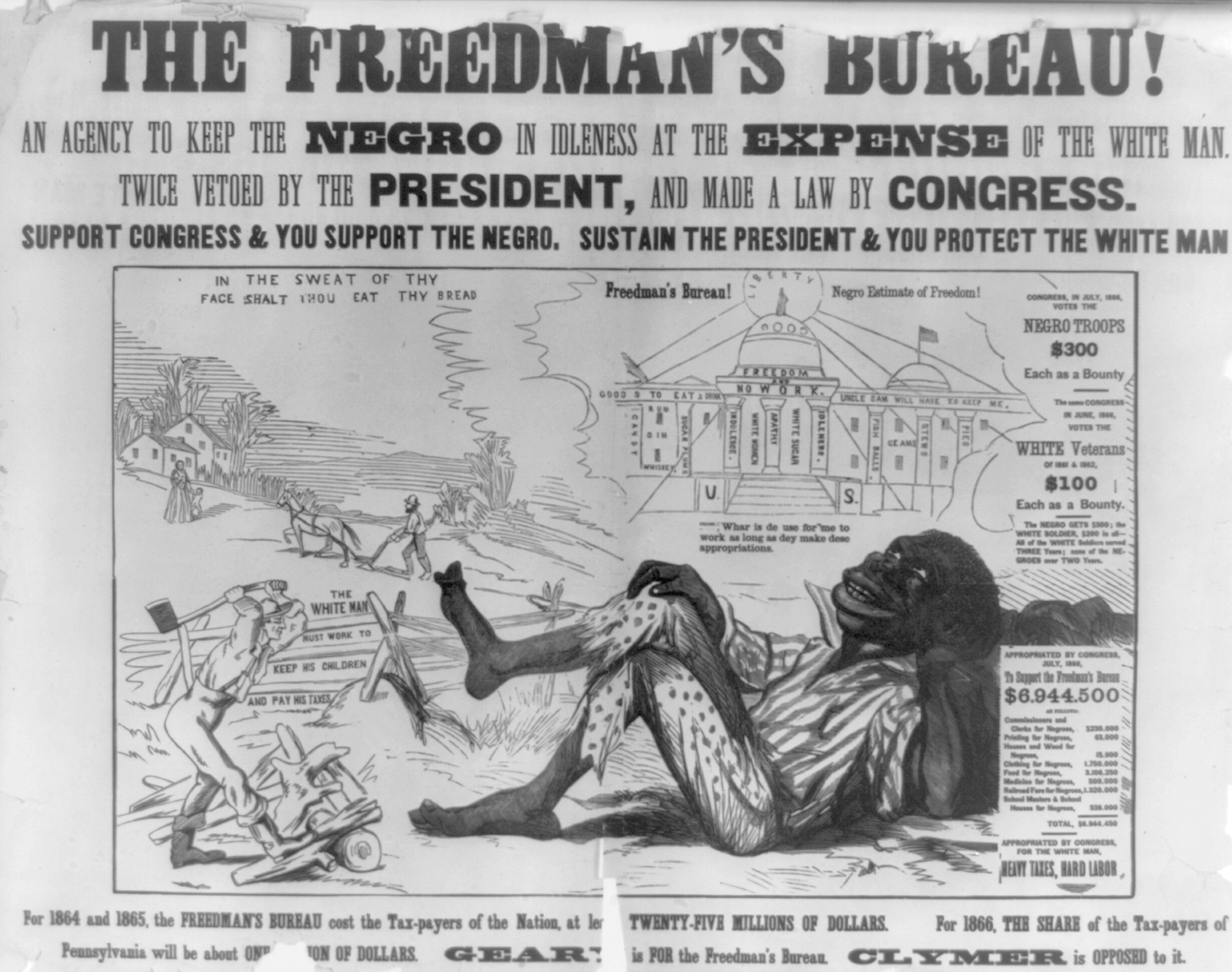
對於重建和自由人局的爭論是全國皆然的，參見這幅1866年的賓州選舉海報。種族主義者以漫畫揭示，自由人局搾取白種工人的勞力，揮霍大筆金錢供養懶惰的自由人。

自命為南、北白人代表政黨的民主黨支持詹森。但國會的共和黨議員卻推翻了他的否決（參議院的票數十分接近，33:15，眾議院則是122:41），民權法案也正式成為聯邦法律。國會也同時推翻詹森的否決，通過自由人局法案。
溫和派共和黨最後的提案是美國憲法第十四修正案，起草者仍是溫和派領袖杜倫巴爾。其目的是將民權法的關鍵條款引進憲法，但不僅如此，它還將公民權擴及所有出生於美國的人（除了觀光客和保留區的印地安人），並懲罰不給予自由人選舉權的州，最重要的是，它創造了可由聯邦法院保護的全新聯邦公民權。它還擔保了聯邦的戰爭公債（並承諾永遠不需償付邦聯的公債）。詹森動用他的影響力阻止修正案在各州獲得通過，因為通過憲法修正案必須經由聯邦四分之三的州同意。（但修正案後來還是通過了）溫和派與詹森達成折衷方案的努力終告失敗，而共和黨（激進派與溫和派）也正式和詹森及其北方民主黨、南方各州民主黨白人保守團體盟友們展開政治惡鬥。

## 由國會灌輸的激進重建方案（1866－1873年）
國會的共和黨人在1866年大選之後完全掌控了重建政策。他們推翻詹森總統的否決，通過一個個法案。他們也違背總統的意願，接連通過憲法修正案。撒迪厄斯·史蒂文斯和查爾斯·桑諾，以及自稱為「激進派」的共和黨派系掌握著大局，儘管他們仍有些最極端的議案無法通過，不得不和溫和派妥協。（民主黨在參議院幾乎毫無力量可言。）歷史學家通常將這段時期稱為激進重建時期。

### 憲法修正案
共有三項憲法修正案獲得通過。第十三號修正案廢除了奴隸制，並於1865年獲得認可。第十四號修正案於1866年被駁回，但在1868年最終通過，它賦予所有在美國出生或歸化美國籍的人公民身份（除了美洲原住民之外），同時給予他們聯邦公民權。第十五號修正案則在1870年通過，明令投票權不得因種族、膚色或先前身為奴隸而被剝奪；但這項修正案並未將選舉權宣告為絕對權利，並且只禁止特定幾種歧視形式，至於具體的選舉政策則由各州自行決定。第十五號修正案對於婦女的投票權更是隻字未提。

### 成文法
國會在1867年闡明聯邦人身保護令的適用範圍，給予聯邦法院取消各州法院非法定罪或判決的權力。（28 U.S.C. § 2254）

### 重新加入聯邦
- 田納西州：1866年7月24日
- 阿肯色州：1868年6月22日
- 佛羅里達州：1868年6月25日
- 北卡羅萊納州：1868年7月4日
- 南卡羅萊納州：1868年7月9日
- 路易西安那州：1868年7月9日
- 阿拉巴馬州：1868年7月13日
- 維吉尼亞州：1870年1月26日
- 密西西比州：1870年2月23日
- 得克萨斯州：1870年3月30日
- 喬治亞州：1870年7月15日

### 軍事重建
隨著激進派掌權，國會也在1867年通過重建法案（Reconstruction Acts）。重建法第一條將十個邦聯州納入軍事管制，分為五個軍管區：
- 第一軍區：維吉尼亞，指揮官約翰·史考菲將軍（John Schofield）。
- 第二軍區：南北卡羅萊納，指揮官丹尼爾·席寇斯將軍（Daniel Sickles）。
- 第三軍區：喬治亞、阿拉巴馬和佛羅里達，指揮官約翰·波普將軍（John Pope）。
- 第四軍區：阿肯色和密西西比，指揮官愛德華·奧德將軍（Edward Ord）。
- 第五軍區：德克薩斯和路易西安那，指揮官菲利普·謝里登和溫菲爾德·漢考克將軍。

田納西州並未列入軍管區（此時也已重新加入聯邦），因此聯邦政府並未將該地納入控制。
這十個南方州的州政府都在美國陸軍直接控制下改組。軍方幾乎未經抵抗，就以戒嚴狀態嚴密監督地方政府和選舉過程，並且保護公職人員免於暴力侵害。黑人被登錄為選民，前邦聯領袖則被排除在外。[Foner 1988 p 274–5]沒有一個州的民意能完全獲得代表。以下是在德州的狀況：

至關重要的第一步……是根據國會所擬定，由謝里登和格里芬（Griffin）兩位將軍所理解的指導原則，進行選民登記。重建法案要求登錄所有成年男性，無論黑白，除了那些曾宣誓擁護合眾國憲法，隨後卻又加入叛亂的人……謝里登對這些限制的理解十分嚴苛，不只排除掉1861年之前曾支持過邦聯的州政府及地方政府全體官員，也將城市公職人員，甚至管理公墓的教堂司事這種小職員都排除在外。到了五月，格里芬……為每一郡指派了戶籍登錄的三人委員會，並在知名的南方共和黨人與本地自由人局官員建議下決定人選。每一郡的三位登錄員，都有一個自由人在內……最後的戶籍登錄資料，共有大約59,633名白人，以及49,479名黑人。無法說明到底有多少白人被排除在外或拒絕登記（估計人數在7,500到12,000人之間），但只佔本州人口大約百分之三十的黑人，代表人數明顯超過比例，佔了所有選民的百分之四十五。

南方的每一州都在1870年底前重新加入聯邦，喬治亞是最後一州。除了500人之外，所有南方邦聯的高級領導人都在格蘭特總統簽署1872年大赦法案時得到赦免。

### 非裔美籍公職人員
共和黨人掌控了南方每一州的州長和立法機構，也使得許多非裔美國人獲選出任州政府和國家公職；非裔美國人同時也被引進其他握有實權的位置。約有137位黑人公職人員在內戰爆發前不住在南方。
| 1867年各州立法會議 代表種族分布 |      |      |          |
| 州別                            | 白人 | 黑人 | 白人比例 |
| 維吉尼亞                        | 80   | 25   | 76%      |
| 北卡羅萊納                      | 107  | 13   | 89%      |
| 南卡羅萊納                      | 48   | 76   | 39%      |
| 喬治亞                          | 133  | 33   | 80%      |
| 佛羅里達                        | 28   | 18   | 61%      |
| 阿拉巴馬                        | 92   | 16   | 85%      |
| 密西西比                        | 68   | 17   | 80%      |
| 路易西安那                      | 25   | 44   | 36%      |
| 德克薩斯                        | 81   | 9    | 90%      |

經選舉產生或被指派擔任國家公職的非裔美國人極為罕見。第十五修正案保障了投票權，但並未確保他們的選票列入計算，或是選區得到公平劃分。結果，即使是非裔美籍人口佔大多數的州，往往也只能選出一兩位非裔美籍國會議員。唯一的例外是南卡羅萊納州，在重建結束時，她的五位眾議員有四位是非裔美國人。
| 1870到1876年在職的非裔美國人 |            |        |        |
| 州別 | 州立法會議 | 參議員 | 眾議員 |
| 阿拉巴馬 | 69         | 0      | 4      |
| 阿肯色 | 8          | 0      | 0      |
| 佛羅里達 | 30         | 0      | 1      |
| 喬治亞 | 41         | 0      | 1      |
| 路易西安那 | 87         | 0      | 1*     |
| 密西西比 | 112        | 2      | 1      |
| 北卡羅萊納 | 30         | 0      | 1      |
| 南卡羅萊納 | 190        | 0      | 6      |
| 田納西 | 1          | 0      | 0      |
| 德克薩斯 | 19         | 0      | 0      |
| 維吉尼亞 | 46         | 0      | 0      |
| 總計 | 633        | 2      | 15     |
| See E. Foner, Reconstruction: America's unfinished revolution, 1863-1877 (NY: Harper & Row, 1988), p. 354-5. - 重建時期當選的十五位非裔美籍眾議員名單（African Americans in the United States Congress#In the Reconstruction era 2） - 重建時期當選的兩位非裔美籍參議員名單（African Americans in the United States Congress#In the Reconstruction era） |            |        |        |

### 公立學校
身為近代化論者的共和黨人相信，教育是解決南方經濟貧困和愚昧無知的治本之道。他們創立了一個公立學校體系，而這個體系除了在紐奧良之外，全部實行種族隔離。大多數黑人贊成學校實施種族隔離，因為這種學校可以提供黑人教師就業機會，並給予他們的孩子更安全的學習環境。整體而言，小學和一些中學是設在城市裡的，但南方的城市相對較少，而在農村地帶，公立學校就只是一個房間，吸引全村將近一半的兒童就學。老師的薪水極低，而且時常拖欠。保守派人士堅稱，對一個絕大多數人口都在種植棉花或煙草的地區而言，公立學校不僅太昂貴，也不必要。一位歷史學者發現公立學校成效不彰，因為「貧窮、國家缺乏徵稅能力、以及許多地方的無能和貪腐，都阻礙了學校的成功運行。」

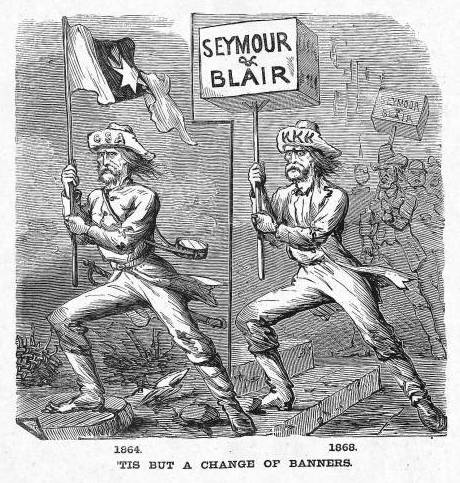
1868年的共和黨漫畫，將民主黨候選人賀拉提歐·西摩爾（Horatio Seymour，右圖）等同於三K黨暴力和邦聯士兵（左圖）

北方傳教士為自由人興辦了許多私立中學和學院。每一州也都為自由人創辦州立學院，例如密西西比州的奧爾康州立大學（Alcorn State University）；1890年，為黑人而設的州立大學開始作為贈地大學而得到聯邦資金。它們在重建時期結束後仍持續獲得國家補助，理由則正如林奇（John Lynch）的解釋：「在美國有非常多開明、公正，具有影響力的民主黨人，他們強烈支持國家為黑白種族提供通才教育。」

### 鐵路補助與賄賂
南方每一州都資助鐵路，近代化論者認為這種作法可以把南方從孤立和貧困中拉拔出來。然而，幾百萬美元的債券和補助款都被拐騙入了私囊。北卡羅萊納的一個幫派花了二十萬美元買通立法機構，然後從州政府的鐵路補助款裡撈了數百萬元。但他們並沒有把這些款項用在鋪設新鐵軌，而是買債券搞投機，大把燒錢犒賞親友，並且在歐洲度過奢華的假期。整個南方的賦稅為了清償鐵路債券和學校開銷而增加到四倍，引發納稅人越來越強烈的反彈。不過，還是有幾千英哩長的鐵路修築完成，南方鐵路網的總長也從1870年的11,000英哩（17,700公里），增加到1890年的29,000英哩（46,700公里）。這些路線幾乎壓倒性地屬於北方人，並由北方人經營。鐵路有助於創造一群擅長操作機械的技工，並且在實際上打破了大部分地區的孤立狀態；但鐵路上的旅客卻極少，除了在棉花收穫季節搬運收成之外，幾乎沒有貨運量。正如富蘭克林（John Hope Franklin）的解釋：「大多數鐵路都是藉由賄賂立法機關，並且經由挪用和濫用州政府資金......在平民大眾的食槽裡養肥了的。」效果則正如一位商人所述：「從國家手上吸走資金，讓工業癱瘓，也讓勞動者士氣低落。」

### 重建時期的徵稅
重建也改變了南方的賦稅型態。從美國立國之初，以至於今日，各州稅收最主要來源都是財產稅。而在南方，富有的地主可自行評估地產的價值，如此的估價結果通常是一文不值，因此內戰前的稅率幾乎等於零。內戰前的南方各州並不教育公民，也不從事任何基礎建設，各州的稅收來自於規費，以及奴隸買賣的交易稅。有些州是以土地價格，加上每雇用一名工人所徵收的人頭稅，來計算所有權人的財力的。這筆人頭稅通常是站在遏阻自由勞力市場的角度估算的，每一名奴隸值75分錢，一名自由白人則值一塊美元以上，一名自由黑人的價值更超過三美元。而稅收的一部分也來自人頭稅。這些稅賦通常遠非貧民所能負擔，他們也就無可避免地走上了無投票權的預設結果。
而在重建期間，公立學校和基礎建設的新花費，再加上中飽私囊，以及嚴重赤字導致各州債信瓦解，迫使州政府劇烈增加財產稅率；某些地區即使已民窮財盡，但財產稅率卻飆漲十倍。而南方大部分地區的基礎建設（道路、橋樑和鐵路）即使先天不足，也已在內戰中付之一炬。因此在某種程度上，新的賦稅系統是要迫使手中擁有大片未開墾土地的大地產主，或是出賣土地，或是因為繳不起稅而使土地充公。稅金是作為一種將土地重新分配給缺乏土地的自由人或白人貧民的市場體系（market-based system）而運作的。
以下是南卡羅萊納州和密西西比州的財產稅率表。請注意其中許多地方城鎮和郡縣的估計稅額，在實務上是表定稅率的兩倍。根據地主自己的宣誓證詞，這些稅金仍然是依照他們土地的價值而徵收的，而地價估算直到二十世紀為止，始終是南方富裕地主可資利用的曖昧系統。
| 重建時期各州的財產稅率 | | |
| 年份                   | 南卡羅萊納 | 密西西比 |
| 1869                   | 5 密爾 （0.5 %） | 1 密爾 （0.1 %） （1822到1898年間的最低稅率） |
| 1870                   | 9 密爾 | 5 密爾 |
| 1871                   | 7 密爾 | 4 密爾 |
| 1872                   | 12 密爾 | 8.5 密爾 |
| 1873                   | 12 密爾 | 12.5 密爾 |
| 1874                   | 10.3-8 密爾 | 14 密爾 （1.4%）「實際導致地產充公的稅率」 （1822到1898年間的最高稅率）                                                                                           |
| 1875                   | 11 密爾 | |
| 1876                   | 7 密爾 | |
| Source                 | J. S. Reynolds, Reconstruction in South Carolina, 1865-1877, (Columbia, SC: The State Co., 1905) p. 329. （页面存档备份，存于） | J. H. Hollander,Studies in State Taxation with Particular Reference to the Southern States, (Baltimore: Johns Hopkins Press, 1900) p. 192. （页面存档备份，存于） |

一旦被要求為自己擁有的地產繳稅，憤怒的農場主人隨即起而暴動，保守派也將他們的焦點從種族問題轉向徵稅問題。出身密西西比州的黑人共和黨領袖，曾任眾議員的約翰·林奇作出結論：「然而，納稅人所提出的論點看來是説得通的，或許退一步講，就整體而言，他們也幾乎是對的；因為對於納稅人而言，州政府在當時增加計息負債，都比增加稅率更容易負擔。然而，政府採用的卻是後一種方案，結果也就不可挽回了。」

### 南方保守派的觀感
失去權利的南方白人重新編組成「保守派」政黨，在南方各地與共和黨人對抗。黨派名稱因地而異，但到了1870年代晚期，他們就只自稱為「民主黨人」。歷史學者華特·弗萊明（Walter Lynwood Fleming）描述南方白人日積月累的憤怒：「即使是最有紀律的黑人部隊，也還是在每個地方被本地白人視為冒犯者......因著新近獲得的自由、新軍服和新步槍而放肆無禮的黑人士兵，已經遠超過南方人性格所能忍氣吞聲的極限，種族衝突因而頻頻發生。」
弗萊明是以偏向白人的保守派立場詮釋重建時期的最典型例證。他的著述為三K黨扮演的某些角色辯護，但譴責他們的暴行；弗萊明同意非裔美國人的公民權應該受到剝奪，因為他認為他們的選票是任人收買的。弗萊明形容三K黨運動最初的結果是「好的」，其後則是「好壞皆有」。根據弗萊明（1907）的說法，三K黨「讓黑人安靜下來，使生命財產更有保障，保護婦女，停止縱火燒屋，迫使激進派領導人更為溫和，讓黑人更老實的工作，把最惡劣的激進派領導人趕出這片土地，並且為白人開展贏取政治優越地位的道路。」弗萊明說，之所以造成邪惡的結果，是由於非法勢力「利用這個組織作為掩護其罪行的遮蔽......今日（1907年）的私刑習俗，多半是來自於重建所產生的社會和法律條件。」
北方學者艾利斯·奧伯霍爾策（Ellis Oberholtzer）也在1917年作出解釋：

對於前奴隸施加的暴行在南方隨處可見，他們也遭受了許多苦難。然而，白人也是非法暴行的受害者，而且在北方的每一部分皆不亞於以往的「叛亂各州」。沒有一場選戰不是在槍林彈雨、以棍棒和石頭打碎頭顱、以及縱火焚燒對手的俱樂部之中收場的。共和黨俱樂部在左輪槍聲和磚塊飛舞之中遊行於費城街頭，以拯救阿拉巴馬州的黑人免於「叛徒」的獸行……在黑人之中創造選民的計畫，與其說是要提高他們的社會地位，還不如說是進一步懲罰南方的白人─為了讓激進派流氓獲取官位，以及為了激進黨人長期在南方和全國各地掌權而鞏固勢力。

保守派的反應包括組成暴力的秘密社團，特別是三K黨。從城市到鄉村，暴力行為隨時都在前邦聯白人，共和黨人、非裔美國人、聯邦政府代表，以及共和黨組織的武裝團體忠誠聯盟（Loyal League）之間上演。

## 救贖期（1873－1877年）

### 1872年大選：全國各地共和黨分裂
早在1868年，內戰時身為激進派領袖之一的最高法院首席大法官薩蒙·蔡斯即做出以下結論：

「國會在經由它的重建法案，使選舉權不局限於白人這一點上做對了，但在剝奪某一階級公民，以及所有無法宣發它所指定的、效力溯及既往的誓言之人選舉權利上卻做錯了，至於和平時期在合眾國境內建立專橫的軍管政府，並且授權軍法委員會審判平民，更是大錯。應該儘可能不設立軍管政府，不設置軍法委員會，不剝奪任何階級的選舉權；並且除了忠誠服從、支持憲法與聯邦法令，並且衷心敬愛合眾國立憲政府的宣誓之外，不再追加任何誓詞。」

到了1872年，格蘭特總統已經由於他的聯邦政府肆無忌憚的貪污腐敗，以及動用聯邦軍隊支持南方激進派州政府的作法，而和大批共和黨領導人物漸行漸遠，包括許多激進派共和黨人。格蘭特的反對者自稱為自由派共和黨人（Liberal Republicans），對共和黨腐敗墮落大失所望的創黨元老們也在其中，領導人物包括幾家全國最有影響力的大報主筆；對貪腐的格蘭特政府深惡痛絕的查爾斯·桑諾也加入了新黨，他們推出了著名記者兼報社主筆荷瑞斯·葛雷利出馬競選總統。形同烏合之眾的民主黨也支持葛雷利。
格蘭特則靠著新近拓展的聯邦軍老兵票源，仰賴他庇蔭的黨內「死忠派」（Stalwart），以及南方共和黨團體的強力支持，得以抵銷叛離者造成的損害。最後格蘭特獲得壓倒性勝利，自由共和黨也隨之消滅，許多該黨的支持者則索性放棄了重建的理想，甚至連過去的廢奴主義者也不免幻滅。

### 南方共和黨同盟的瓦解
在南方，政治和種族的雙重緊張則是從共和黨內部發展出來的。1868年，喬治亞州民主黨人在部分共和黨人支持下，將28名共和黨黑人公職人員全數驅逐（他們聲稱黑人有權投票，但無權任官）。而在另外幾州，保守的南方共和黨人和更激進的提包客爭奪控制權，也往往落敗。因此，由聯邦派詹姆士·奧爾康（James Lusk Alcorn）領導的保守派系，才會在密西西比州輸給提包客阿戴爾伯特·亞美斯（Adelbert Ames）的激進派。隨著越來越多的南方共和黨人離開，共和黨的支持也逐漸流失，卻幾乎得不到新血；同時，自由人也在不斷要求更多的政府官職和資助，這也把他們的提包客盟友給搾乾了。最終，一些比較有錢的自由人對於共和黨無法為他們獲取更多土地大為光火，索性投向民主黨。儘管某些馬克思主義史家，特別是W·E·B·杜波依斯熱切尋求、並為白人貧民和黑人貧民的跨種族結盟而歡呼喝采，這樣的同盟卻幾乎不曾出現。林奇眾議員解釋：「在有色人種不看好和白人貧民結為政治同盟之際，也不得不承認，除了極少數例外，白人的那一階級既不去尋求，也同樣不想要這樣一種同盟。」林奇說，貧窮的白人憎恨自由人搶他們的飯碗。除此之外，白人貧民「除了極少數例外，和許多前奴隸相比，對於州政府和聯邦政府的各種問題也更缺乏能力、更無法勝任、而且所知更少。......因此，在1872到1875年間站上共和黨領導地位的白人，幾乎都是最富裕的地主家庭代表人物，這已經成了常規。」
因此，貧困的白人都成了南方民主黨人，並激烈對抗支持共和黨一方的黑人。

### 民主黨的「重新開始」
1870年前後，南方各地的民主黨─保守派陣營領袖們決定，他們必須為了生存而停止反對重建與黑人選舉權，並且將焦點轉向新的問題。格蘭特政府取締三K黨的行動業已說明，它在必要時會盡其所能以聯邦公權力鎮壓公開的反黑人暴行。北方民主黨人也贊成這個轉向。他們想要在經濟議題、而非種族問題上與「大老黨」（Grand Old Party，即共和黨）一決勝負。重新開始（The New Departure）正好提供了一個清算舊帳，並且不再需要把每次選戰都打成另一場南北戰爭的機會。除此之外，許多有錢的地主也相信，他們有辦法控制一部分新近取得公民權的黑人選民為自身利益服務。
但並非所有民主黨人都一致同意；有一群強硬派無論如何都要和重建對抗到底。最後，一群自稱為「救贖者」的南方保守派控制了各州民主黨的活動。他們與共和黨的保守派結盟，包括南方共和黨人與提包客，並且強調經濟近代化的需求。他們把建造鐵路看成萬靈丹，因為南方急需北方資本。新戰略在維吉尼亞大獲成功，威廉·馬洪（William Mahone）組成的同盟一舉勝選。而在田納西，救贖者們也和共和黨州長德威特·森特（DeWitt Senter）結盟。在整個南方，民主黨人都將進攻矛頭從種族問題轉向徵稅和貪污，指控共和黨政府貪腐無能，稅金也開始把現金短缺的農民給搾乾─他們每年只能看到二十元紙幣，卻得付紙幣繳稅，否則農場就得充公。
在北卡羅萊納，州長威廉·伍茲·賀登（William Wood Holden）動用州警鎮壓三K黨，但三K黨嫌犯卻被聯邦法官裁定釋放。賀登也因此成為美國史上第一位被彈劾下台的州長。喬治亞共和黨因政見之爭而分裂，也讓救贖者得以取而代之。在共和黨黑人選民數量更多的南方內地，暴力是抵銷共和黨領導人力量的重要因素。「自己活，也讓別人活」（Live and let live）的態度，使得選舉在北方更像是運動競賽；但在南方內地，選舉直接影響著公民的日常生活。正如一位阿肯色州的聯邦派所言：「我們的選戰是生存競爭，為了掙得麵包的權利而戰......為了身為人類及社會一份子的體面和尊重考量而戰。」1873年10月8日，路易西安那州法官T·S·克勞佛（T.S. Crawford）及第十二司法管轄區檢察官P·H·哈里斯在前往法院途中遭遇伏擊，連人帶馬被槍擊身亡，遺下兩名寡婦和九個孤兒。其中一位遺孀寫信告訴司法部，她的丈夫被殺是因為身為聯邦官員，同時也是死於「那些掩護犯罪者的計畫......」之下。{US Senate Journal January 13, 1875, pp. 106–107}

### 「1873年恐慌」削弱共和黨
1873年恐慌不僅重創南方經濟，也讓許多在鐵路上孤注一擲，期望鐵路能帶領南方脫離貧困的共和黨人夢想破滅。棉花價格暴跌百分之五十，許多小地主、地方零售商和棉花代理商（批發商）紛紛破產。交穀租種制（Sharecropping）成為黑人和白人農民分散所有地風險越來越普遍的方法。昔日北方的廢奴主義者都已漸漸老去，或對此失去興趣，無人接續他們的理念；多數的提包客不是回到北方，就是留下來投靠救贖者。黑人在共和黨裡的聲勢不斷加強，但共和黨在整個南方卻因內部鬥爭而嚴重削弱，凝聚力也急速喪失。許多南方當地的黑人領袖開始強調與白人菁英合作發展個人經濟，而不是和白人立場相左的種族政治地位進展，這種保守態度正是布克·華盛頓的先河。
就全國而言，格蘭特總統因經濟大蕭條而備受譴責；1874年眾議院改選，共和黨在全國各地一共損失了96個席位。波旁民主黨人（Bourbon Democrats）控制了眾議院，並且在1876年信心十足地推派塞缪尔·蒂尔顿競選總統。無意連任的格蘭特總統似乎也對南方失去興趣。各州相繼落入救贖者之手，1873年時，只有阿肯色、路易西安那、密西西比和南卡羅萊納四州仍由共和黨執政；阿肯色州隨即在1874年的布魯克斯─巴克斯特戰爭（Brooks-Baxter War）後失守。政治暴力事件在路易西安那州特別嚴重，但奪取州政權的努力，卻在聯邦軍隊闖入州立法會議，架走幾位民主黨議員之後受挫。這一違背憲政慣例的行動使格蘭特大窘，他的幾位內閣部長紛紛提議反對進一步干預。這時，全體民主黨人和大多數北方共和黨人都同意，邦聯民族主義和奴隸制已宣告死亡，戰爭的目標已然達成，而聯邦軍隊進一步的干預，是以非民主的方式違逆歷史悠久的共和傳統。拉瑟福德·海斯在競爭激烈的1875年俄亥俄州州長選舉獲勝，意味著他對南方的「放任」（let alone）政策也將成為共和黨的政策，這一點也隨著他贏得共和黨提名，成為1876年總統大選候選人而成為事實。暴力事件的最後爆發，是在1875年密西西比州州長選舉期間；民主黨人的射擊俱樂部招搖過市，以恐嚇威脅甚至槍擊對付共和黨人，使救贖者得以勝選。共和黨州長阿戴爾伯特·亞美斯請求格蘭特派遣聯邦軍隊還擊，格蘭特卻拒絕了；他說，大眾輿論對南方永無止盡的麻煩早已「精疲力竭」。亞美斯只好逃離密西西比州，民主黨人奪權成功。

### 1876年大選
重建政策在南卡羅萊納、路易西安那和佛羅里達三州一直持續到1877年。在共和黨候選人拉瑟福德·海斯成為充滿爭議的1876年總統大選勝利者，該屆大選代表共和黨人的海斯並未贏得普選票，對手民主黨贏得過半數選票，但在選舉人票以一票之差敗予海斯，為此兩黨協商後一致同意1877年妥協案；只要海斯從南方撤出最後一批聯邦軍隊，民主黨就願意承認海斯當選。至此，所有人都同意重建已經結束了。然而期望合法權益受到聯邦政府保障的非洲裔美國人卻得在未來87年裡一再失望，就他們看來，重建不過是一場失敗。

### 重建時期的結束
重建時期的結束標示著1877至1900年被稱為美國族群關係的最低點時期之起點，救贖者的影響力上揚，非裔美國人的許多公民權利和政治權利在這些年裡被逐步削減，這樣的發展過程也隨著各州、各城市的情況不同而互異。維吉尼亞州的救贖者們不合理地重劃各城市選區，好將共和黨的席次減到最低；同時縮減黑人選區內的投票所，將地方官員交由州立法會議任命，並且拒絕重罪犯或無法繳納年度人頭稅的人行使投票權。
此後許多重建時期的民權法律都被美國最高法院推翻：尤其在1883年「民權案件」（Civil Right Cases）中，最高法院更認定憲法第十四號修正案只賦予國會宣布公開歧視不合法的權力，非公開的歧視則不得干涉。到了1896年的「普萊西訴弗格森案」，最高法院更進一步宣稱，只要各州法律能提供「隔離但平等」的設施，各州的種族隔離政策就是合法的。這些法律直至1950年代才被最高法院推翻。

## 遺產與歷史評價
對於重建的歷史解釋來回擺盪過好幾次。然而，幾乎所有歷史學者的結論都認為這是一場失敗。在1865到1875年間，大多數作者的觀點認為前邦聯人士都是叛國賊，強森則是叛徒的同黨，他們威脅著要破壞聯邦的憲政成就。但到了1870和1880年代，許多作者認為，強森和他的盟友並非叛國賊，只是在否決憲法第十四號修正案，為激進重建鋪路這一點上犯了大錯。
而在黑人學者之中，重建期間在西維吉尼亞長大成人的布克·華盛頓認為：「重建時期對於種族民主的試驗失敗，是因為最初的目的就錯了：強調政治手段和民權法，卻忽略經濟方法與自決權。」他提出的解決方案，則是集中全力為黑人社群做好經濟基礎建設。
在大眾文學方面，湯瑪士·狄克森的兩部小說《同族人》（The Clansman）和《美洲豹的斑點：一段白人負擔的傳奇故事，1865-1900》（The Leopard's Spots: A Romance of the White Man's Burden - 1865-1900），將白人對抗北方人與黑人壓迫的故事浪漫化，並且讚美三K黨人維持治安的作為。其他作者也將奴隸制的恩慈，以及內戰前南方農場的美好生活予以浪漫化。這些情感透過D·W·格里菲斯執導，1915年出品的反共和黨電影《一個國家的誕生》而在大螢幕上展現。
以哥倫比亞大學歷史系為基礎的唐寧學派（Dunning School）學者，也基於不同的理由而將重建分析為一場失敗（至少從1866年開始就已經失敗）。他們宣稱，重建從合格的白人身上剝奪自由權和基本權利，而後轉手給受到腐敗的提包客和南方共和黨人操縱的不合格黑人。一位歷史學者敘述：「重建是兩個極端之間的戰爭：民主黨作為將絕大多數白人包含在內的團體，象徵著正派政府和種族優越論；而他們的對手共和黨、黑人、外來提包客和變節投靠共和黨的南方無賴，則象徵著不誠實的政府和格格不入的理想。這些歷史學者實際上就是以白人對抗黑人的觀點著述的。」
到了1930年代，「修正主義」在學界極為盛行。師事查爾斯·畢爾德的修正主義者們聚焦於經濟因素，對政治問題和憲法爭議輕描淡寫。他們認為，激進派的平等權利辭令，多半只是掩飾重建的實際支持者們背後真實動機的煙幕。霍華德·畢爾（Howard Beale）儘管承認史蒂文斯和桑諾等少數人是全然的理想主義者，但在他看來，重建在根本上還是東北部金融家、鐵路建造者和實業家的全勝之局，他們利用共和黨控制國家政權，以實現自私自利的經濟目標；這些目標包括延長戰時居高不下的保護關稅（protective tariff），新建全國性的銀行網絡，並確保一種「健全的」貨幣。為了如其所願，商業階級必須移除過去佔主導地位，由南方農場主和中西部農民組成的農村階級；他們也藉由展開重建，讓南方落入共和黨控制，並透過將其政見推銷給包裝在北方愛國主義或血衣煽動（bloody shirt）等強力吸票包裹裡的選民，實現這些目標。歷史學者威廉·赫塞汀（William Hesseltine）則補上東北部商人力圖控制南方經濟，並且透過鐵路所有權實現控制的論點。然而，畢爾的觀點被1950和1960年代的歷史學者逐一駁斥；他們證明北方的商人們對於貨幣政策及關稅政策意見分歧，也幾乎不去注意重建的議題。
1960年代，新廢奴主義（neoabolitionist）歷史學者興起，以約翰·霍普·富蘭克林、肯尼斯·史坦普（Kenneth Stampp）、艾瑞克·方納（Eric Foner）為佼佼者。他們熱烈支持民權運動，否定唐寧學派，並且極力讚揚激進重建的許多措施。方納是此一觀點最重要的提倡者，他主張重建從未真正完成，因此必須在二十世紀後半展開二度重建，以徹底實現非裔美國人的完全平等。新廢奴主義史家追隨修正主義者，極力低估共和黨州政府所造成的貪腐和浪費，認為這些根本比不上特威德老大（Boss Tweed）一夥在紐約市的貪贓枉法。他們進而強調，對於自由人的惡劣待遇是更丟臉的醜聞，也是美國共和理想的嚴重墮落。他們認為重建的真正悲劇，並不是敗在黑人無能參與政治，而是敗在這一時期賦予的公民權和平等地位，不過是短暫而稍縱即逝的理想。這些權利自1880年代開始又在南方被逐步取消，直到1964年，才被有時稱作「二度重建」的民權運動恢復。
妮娜·西柏（Nina Silber）、大衛·布萊特（David Blight）、賽西莉雅·奧萊里（Cecelia O'Leary）、蘿拉·愛德華茲（Laura Edwards）、李安·懷茲（LeeAnn Whites）以及愛德華·布魯姆（Edward J. Blum）等人近年來的作品，促進了對種族、宗教與性別議題更多的重視，同時將重建的「結束」向後推到十九世紀末。查爾斯·雷根·威爾森（Charles Regan Wilson）、甘尼斯·佛斯特（Gaines Foster）、W·史考特·普爾（W. Scott Poole）等人的論文，則為南方人的敗局命定論提供了新的觀點。

## 各州重建的具體日期
| 州別         | 脫離聯邦時間   | 加入邦聯時間  | 重返聯邦時間          | 民主黨取得控制 |
| ------------ | -------------- | ------------- | --------------------- | -------------- |
| 南卡罗来纳州 | 1860年12月20日 | 1861年2月4日  | 1868年7月9日          | 1877年4月11日  |
| 密西西比州   | 1861年1月9日   | 1861年2月4日  | 1870年2月23日         | 1876年1月4日   |
| 佛罗里达州   | 1861年1月10日  | 1861年2月4日  | 1868年6月25日         | 1877年1月2日   |
| 亚拉巴马州   | 1861年1月11日  | 1861年2月4日  | 1868年7月14日         | 1874年11月16日 |
| 喬治亞州     | 1861年1月19日  | 1861年2月4日  | 1870年7月15日         | 1871年11月1日  |
| 路易斯安那州 | 1861年1月26日  | 1861年2月4日  | 1868年6月25日或7月9日 | 1877年1月2日   |
| 德克萨斯州   | 1861年2月1日   | 1861年3月2日  | 1870年3月30日         | 1873年1月14日  |
|              | 1861年4月17日  | 1861年5月7日  | 1870年1月26日         | 1869年10月5日  |
| 阿肯色州     | 1861年5月6日   | 1861年5月18日 | 1868年6月22日         | 1874年11月10日 |
| 北卡罗来纳州 | 1861年5月21日  | 1861年5月16日 | 1868年7月4日          | 1870年11月28日 |
| 田纳西州     | 1861年6月8日   | 1861年5月16日 | 1866年7月24日         | 1869年10月4日  |

### 報章雜誌
- DeBow's Review （页面存档备份，存于） 重要的南方保守派刊物，強調商業、經濟和統計數據。
- Harper's Weekly 紐約首要的新聞雜誌，親激進派。
- Nast, Thomas.  magazine cartoons 親激進派的時論漫畫。
- Primary sources from Gilder-Lehrman collection （页面存档备份，存于）
- 《紐約時報》The New York Times （页面存档备份，存于）

## 相關書目

### 調查報告
- Du Bois, W. E. Burghardt. Black Reconstruction in America 1860-1880 (1935), 1998 edition reissued with introduction by David Levering Lewis（英语：David Levering Lewis） ISBN 0-684-85657-3.) Counterpoint to Dunning School explores the economics and politics of the era from Marxist perspective
- Du Bois, W.E.B. "Reconstruction and its Benefits," American Historical Review, 15 (July, 1910), 781—99 JSTOR
- Dunning, William Archibald（英语：William Archibald Dunning）. Reconstruction: Political & Economic, 1865-1877 (1905). "Explicitly identified the granting of full Negro citizenship as Reconstruction's central flaw." After the passage of the Fourteenth and Fifteenth amendments, "all the forces that made for civilization were dominated by a mass of barbarous freedmen."
- Walter Lynwood Fleming The Sequel of Appomattox, A Chronicle of the Reunion of the States(1918). Dunning School
- Foner, Eric and Mahoney, Olivia. America's Reconstruction: People and Politics After the Civil War. ISBN 0-8071-2234-3, short well-illustrated survey.
- Foner, Eric. Reconstruction: America's Unfinished Revolution, 1863-1877 (1988) ISBN 0-06-015851-4. Pulitzer-prize winning history and most detailed synthesis of original and previous scholarship.
- Franklin, John Hope. Reconstruction after the Civil War (1961), University of Chicago Press, 280 pages. ISBN 0226260798. Explores the brevity of the North’s military occupation of the South, limited power of former slaves, influence of moderate southerners, flaws in constitutions drawn by  Radical state governments, and reasons for downfall of Reconstruction.
- Litwack, Leon. Been in the Storm So Long (1979). Won Pulitzer Prize for history, based on 1930s interviews with former slaves and diaries and accounts written by former slaveholders, none previously examined by earlier scholars.
- Oberholtzer, Ellis Paxson. A History of the United States since the Civil War. Vol 1 and vol 2 (1917).  Based on Dunning School research
- Perman, Michael. Emancipation and Reconstruction (2003).
- Randall, J. G. The Civil War and Reconstruction (1953).
- Rhodes, James G. History of the United States from the Compromise of 1850 to the McKinley-Bryan Campaign of 1896. Volume: 6. (1920). 1865-72. Narrative by Pulitzer prize winner; argues Reconstruction was a political disaster because it violated the rights of white Southerners.
- Schouler, James. History of the United States of America: Under the Constitution  vol. 7. 1865-1877. The Reconstruction Period (1917) online （页面存档备份，存于）
- Stalcup, Brenda. ed. Reconstruction: Opposing Viewpoints (Greenhaven Press: 1995). Text uses primary documents to present opposing viewpoints.
- Stampp, Kenneth M. The Era of Reconstruction, 1865-1877 (1967); short survey
- Trefousse, Hans L. Historical Dictionary of Reconstruction Greenwood (1991), 250 entries
- Williams, T. Harry.  "An Analysis of Some Reconstruction Attitudes" The Journal of Southern History, Vol. 12, No. 4. (Nov., 1946), pp. 469–486. JSTOR

### 國家政治與憲法相關問題
- Belz, Herman. Emancipation and Equal Rights: Politics and Constitutionalism in the Civil War Era (1978) pro-moderate. online edition （页面存档备份，存于）
- Belz, Herman. A New Birth of Freedom: The Republican Party and Freedman's Rights, 1861-1866 (2000) pro-moderate.
- Benedict, Michael Les. The Impeachment and Trial of Andrew Johnson (1999), pro-Radical. online edition （页面存档备份，存于）
- Benedict, Michael Les. "Preserving the Constitution: The Conservative Bases of Radical Reconstruction," Journal of American History vol 61 #1 (1974) pp 65–90, online in JSTOR
- Blight, David. Race and Reunion: The Civil War in American Memory (2000). Examines national memory of Civil War, Reconstruction, and Redemption, North-South reunion, and the retreat from equality for African Americans.
- Blum, Edward J. "Reforging the White Republic: Race, Religion, and American Nationalism, 1865-1898" (2005).
- Donald, David Herbert. Charles Sumner and the Rights of Man (1970), Pulitzer prize winning biography
- Dunning, William A. "The Constitution of the United States in Reconstruction" in Political Science Quarterly Vol. 2, No. 4 (Dec., 1887), pp. 558–602 JSTOR
- Dunning, William A. "Military Government in the South During Reconstruction" Political Science Quarterly Vol. 12, No. 3 (Sep., 1897), pp. 381–406 JSTOR
- Gambill, Edward. Conservative Ordeal: Northern Democrats and Reconstruction, 1865-1868. (1981). Political history of Democratic Party unable to shed its Civil War label of treason and defeatism, even as it successfully blocked a few elements of Radical Reconstruction.
- Gillette, William. Retreat from Reconstruction, 1869-1879. Louisiana State University Press: 1979. Traces failure of Reconstruction to the power of Democrats, administrative inefficiencies, racism, and lack of commitment by northern Republicans.
- Harris, William C. With Charity for All: Lincoln and the Restoration of the Union (1997) portrays Lincoln as opponent of Radicals.
- Hyman, Harold M. A More Perfect Union (1975), constitutional history of Civil War & Reconstruction.
- McLaughlin, Andrew. A Constitutional History of the United States (1935) Pulitzer Prize; ch 45-47 are on Reconstruction online version （页面存档备份，存于）
- McKitrick, Eric L. Andrew Johnson and Reconstruction (1961) portrays Johnson as weak politician unable to forge coalitions.
- McPherson, James M. The Abolitionist Legacy: From Reconstruction to the NAACP (1975) (ISBN 0-691-10039-X)
- Simpson, Brooks D. Let Us Have Peace: Ulysses S. Grant and the Politics of War and Reconstruction, 1861-1868 (1991).
- Stryker, Lloyd Paul; Andrew Johnson: A Study in Courage 1929. pro-Johnson
- Trefousse, Hans L. Andrew Johnson: A Biography (1989)
- Trefousse, Hans L. Thaddeus Stevens: Nineteenth-Century Egalitarian (1997)

### 南方：地區、國家與地方研究
- Brown, Canter Jr. Florida's Black Public Officials, 1867-1924
- Campbell. Randolph B. Grass-Roots Reconstruction in Texas, 1865-1880 (1998)
- Coulter, E. Merton. The Civil War and Readjustment in Kentucky (1926)
- Coulter, E. Merton. The South During Reconstruction, 1865-1877 (1947). Dunning School. region-wide history
- Donald, David H. "The Scalawag in Mississippi Reconstruction,"  The Journal of Southern History Vol. 10, No. 4 (Nov., 1944), pp. 447–460 JSTOR
- Du Bois, W. E. Burghardt "The Freedmen's Bureau," （页面存档备份，存于） (1901)
- Ebner, David, and Larry Langman, eds. Hollywood's Image of the South: A Century of Southern Films Greenwood Press. 2001. Ch 9-10 on Reconstruction and KKK.
- Fischer, Roger. The Segregation Struggle in Louisiana, 1862-1877. (University of Illinois Press: 1974) Study of free persons of color in New Orleans who provided leadership in the unsuccessful fight against segregation of schools and public accommodations.
- Fitzgerald, Michael W.  Urban Emancipation: Popular Politics in Reconstruction Mobile, 1860–1890. (Louisiana State University Press, 2002. 301 pp. ISBN 0-8071-2837-6.)
- Fitzgerald, Michael R. "Radical Republicanism and the White Yeomanry During Alabama Reconstruction, 1865-1868." Journal of Southern History 54 (November 1988): 565-96. Online at JSTOR
- Fleming, Walter L. Walter Lynwood Fleming Civil War and Reconstruction in Alabama 1905.
- Foner, Eric. Freedom's Lawmakers: A Directory of Black Officeholders During Reconstruction (Revised edition, LSU Press, 1996) biographies of more than 1,500 officeholders.
- Garner, James Wilford. Reconstruction in Mississippi (1901), Dunning School online edition （页面存档备份，存于）
- Hamilton, Peter Joseph.  The Reconstruction Period （页面存档备份，存于） (1906), full length history of era; Dunning School approach; 570 pp; chapters on each state
- Harris, William C. The Day of the Carpetbagger: Republican Reconstruction in Mississippi (1979) online edition （页面存档备份，存于）
- Holt, Thomas. Black over White: Negro Political Leadership in South Carolina During Reconstruction. (University of Illinois Press: 1977). Black elected officials, their divisions, and battles with white governors who controlled patronage and their ultimate failure.
- Kolchin, Peter. First Freedom: The Responses of Alabama's Blacks to Emancipation and Reconstruction. (Greenwood Press: 1972) Explores black migration, labor, and social structure in the first five years of Reconstruction.
- Morrow, Ralph E. "Northern Methodism in the South during Reconstruction." The Mississippi Valley Historical Review, Vol. 41, No. 2. (Sep., 1954), pp. 197–218. in JSTOR
- A. B. Moore, "Railroad Building in Alabama During the Reconstruction Period" The Journal of Southern History, Vol. 1, No. 4. (Nov., 1935), pp. 421–441. JSTOR
- Olsen, Otto H. ed., Reconstruction and Redemption in the South (1980), state by state, neoabolitionist
- Perman, Michael. The Road to Redemption: Southern Politics, 1869-1879 University of North Carolina Press. 1984. detailed state-by-state narrative of Conservatives
- Ramsdell, Charles W., "Presidential Reconstruction in Texas ", Southwestern Historical Quarterly, (1907) v.11#4 277 - 317. （页面存档备份，存于）
- Ramsdell, Charles William. Reconstruction in Texas Columbia University Press, 1910. Dunning school
- Reynolds, John S. Reconstruction in South Carolina, 1865—1877, Negro Universities Press, 1969
- Rubin, Hyman III. South Carolina Scalawags (2006)
- Russ, Jr., William A.  "The Negro and White Disfranchisement During Radical Reconstruction" The Journal of Negro History Vol. 19, No. 2 (Apr., 1934), pp. 171–192 JSTOR
- Russ, Jr., William A.  "Registration and Disfranchisement Under Radical Reconstruction," The Mississippi Valley Historical Review Vol. 21, No. 2 (Sep., 1934), pp. 163–180 JSTOR
- Simkins, Francis Butler, and Robert Hilliard Woody. South Carolina during Reconstruction (1932), revisionist (Beardian) school
- Stover, John F. The Railroads of the South, 1865-1900: A Study in Finance and Control (1955)
- Summers, Mark Wahlgren. Railroads, Reconstruction, and the Gospel of Prosperity: Aid Under the Radical Republicans, 1865-1877 (1984)
- Taylor, Alrutheus A., Negro in Tennessee 1865-1880 (1974) ISBN 0-87152-165-2
- Taylor, Alrutheus, Negro in South Carolina During the Reconstruction (AMS Press: 1924) ISBN 0-404-00216-1
- Taylor, Alrutheus, The Negro in the Reconstruction Of Virginia (The Association for the Study of Negro Life and History: 1926)
- Taylor, A. A. "The Negro in South Carolina During the Reconstruction" The Journal of Negro History, Vol. 9-11 (1924-1926) (multi-part article) JSTOR full text
- Trelease, Allen W. White Terror: The Ku Klux Klan Conspiracy and Southern Reconstruction, (Louisiana State University Press: 1971, 1995). detailed treatment of the Klan, and similar groups.
- Wharton, V. L. "The Race Issue in the Overthrow of Reconstruction in Mississippi," Phylon (1940-1956)  Vol. 2, No. 4 (4th Qtr., 1941), pp. 362–370 in JSTOR
- Wiggins, Sarah Woolfolk. The Scalawag in Alabama Politics, 1865-1881 (1991) （页面存档备份，存于）
- Woody, R. H. "The Labor and Immigration Problem of South Carolina during Reconstruction" The Mississippi Valley Historical Review Vol. 18, No. 2 (Sep., 1931), pp. 195–212 JSTOR

## 外部連結
- Reconstruction: The Second Civil War （页面存档备份，存于） 2004 PBS film and transcript connecting the replacement of Civil Rights with segregation at the end of 19th century Reconstruction with 1960s Civil Rights Movement.
- Guide to Reconstruction History （页面存档备份，存于） links to primary and secondary sources
- PBS' American Experience: Reconstruction （页面存档备份，存于） Historians Eric Foner, David Blight, and Ed Ayers discuss "Civil Rights During Reconstruction"
- Proclamation of August 1866, declaring the Insurrection at an end. （页面存档备份，存于）
- Lincoln and Freedom: Reconstruction （页面存档备份，存于）
- Reconstruction in Mississippi by Donald J. Mabry
- "Reconstruction Historiography: A Source of Teaching Ideas" by Robert P. Green, Jr. (1991) （页面存档备份，存于）
- In-depth timeline of Reconstruction
- W. S. Simkins, "Why the Ku Klux," 4 The Alcalde (June 1916): 735-748. online; Simkins (1842-1929) was an organizer of the KKK in Florida in 1868, and a law professor when he wrote this memoir.
- American Civil War Research and Discussion Group - Fields Of Conflict （页面存档备份，存于）
- WI Abraham Lincoln Not Assassinated?  （页面存档备份，存于）